# Industrifacket Metall

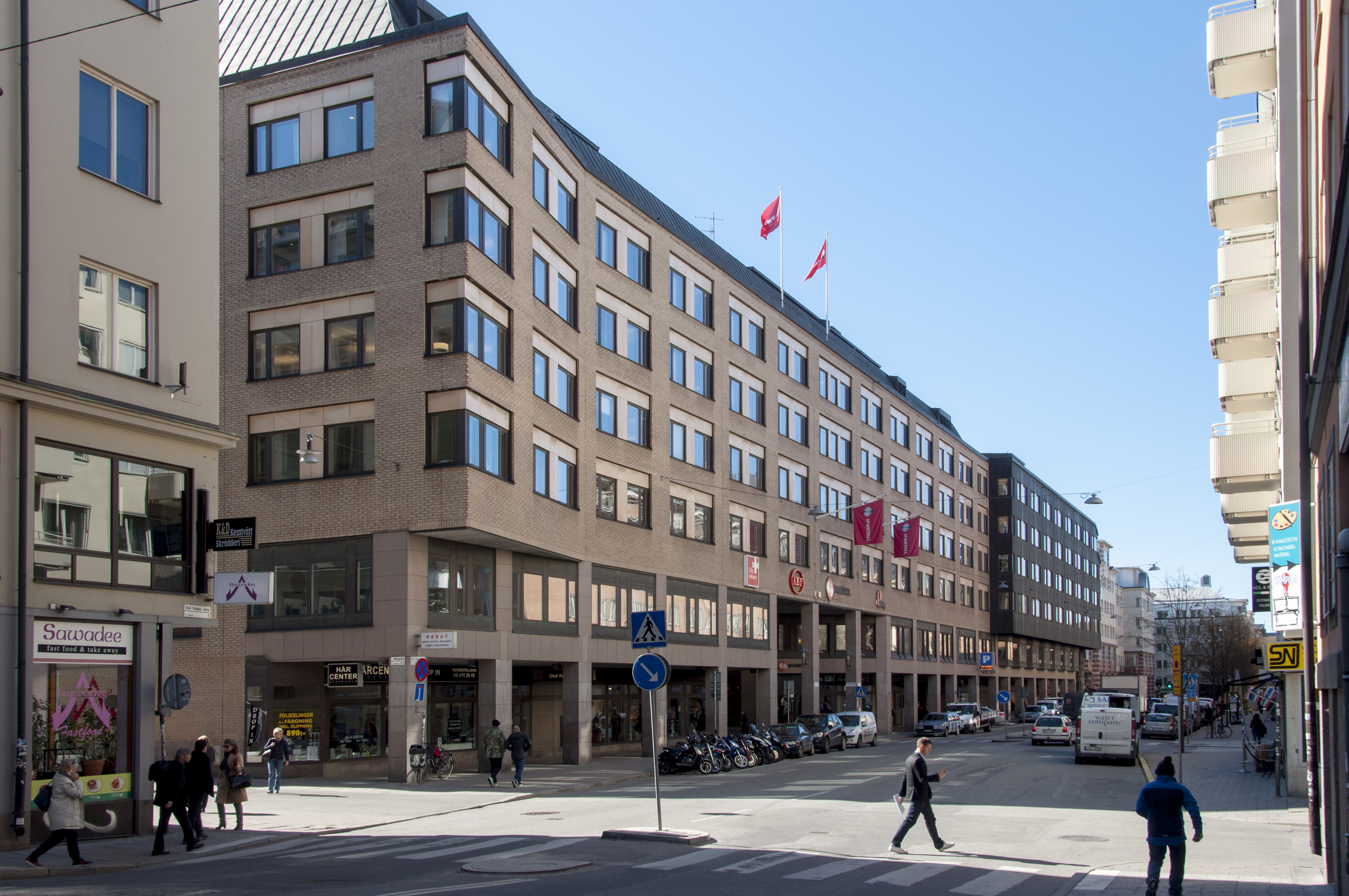
IF Metalls huvudkvarter på Olof Palmes gata 11 i Stockholm.

Industrifacket Metall (IF Metall) är ett svenskt fackförbund inom LO. Medlemsantalet är runt 313 000, vilket gör IF Metall till det näst största medlemsförbundet i LO, efter Kommunal. Av dessa är 21 procent kvinnor, den tredje högsta andelen kvinnor i LO.

## Historik
Förbundet bildades 2006 genom en sammanslagning av Svenska metallindustriarbetareförbundet och Industrifacket. De båda förbunden är i sin tur produkten av flera tidigare sammanslagningar. Förbundets första ordinarie kongress ägde rum i Folkets hus i Stockholm, den 13–16 maj 2008 under devisen Starka tillsammans – för rättvisa lokalt och globalt. Till förbundets första ordförande utsågs Stefan Löfven.
År 2009 fick förbundet utstå en del kritik i media då det hävdades att de i förhandling med fyra arbetsgivarorganisationer hade gått med på att sänka medlemmarnas löner. Detta handlade om en tillfällig arbetstidsförkortning, från 100 procent till 80 procent, som förbundet motiverade med att det skulle undvika uppsägningar under den rådande ekonomiska krisen som hade brutit ut året innan.
2011 tog Metall avstånd från LO:s jämlikhetspott, som i avtalsrörelsen skulle användas för att höja lönerna fortare i låglöneyrken.
Den 4 december 2020 tecknade PTK, Kommunal, IF Metall och Svenskt Näringsliv (SN) ett nytt huvudavtal om förändrat anställningsskydd (turordningsregler mm) samt utökade möjligheter till kompetensutveckling och omställning.

## Organiserade yrkesgrupper
Förbundet organiserar anställda inom järnverk, stålverk, metallverk, gjuterier, verkstadsindustrin, maskinindustrin, elektronikindustrin, transportmedelsindustrin, svetsmekaniska verkstäder, reparationsverkstäder, guld-, silver- och nysilverfabriker, gruvindustrin, byggnadsämnesindustrin, färgfabriker, företag som tillverkar byggnadsmaterial, glasindustrin, gummiindustrin, kemiindustrin, konfektions- och textilindustrin, läkemedelsindustrin, oljeraffinaderier, plastindustrin, päls- och skinnvaruindustrin, stenindustrin och privata tvättföretag. 

## Riksavtal
IF Metall har 42 rikstäckande kollektivavtal. De största är:
- Teknikavtalet med 138 000 medlemmar
- Allokemiska med 25 000 medlemmar
- Stål- och Metall med 24 000 medlemmar
- Bil- och traktorverkstäder med 14 000 medlemmar
- Samhall med 12 000 medlemmar

## Ordförande genom tiderna
| År        | Namn          |
| --------- | ------------- |
| 2006–2012 | Stefan Löfven |
| 2012–2017 | Anders Ferbe  |
| 2017–     | Marie Nilsson |

## Arbetslöshetskassa
Till förbundet är IF Metalls a-kassa knuten. 